# الهيئة السعودية للمواصفات والمقاييس والجودة
الهيئة السعودية للمواصفات والمقاييس والجودة أنشئت بمقتضى المرسوم الملكي رقم (م / 10) وتاريخ 3/3/1392 هـ، كهيئة ذات شخصية اعتبارية وميزانية مستقلة، يرسم السياسة العامة لها مجلس إدارة يترأسه وزير التجارة، ويضم ممثلين للأطراف الرئيسية المعنية بالتقييس في المملكة، وكان الهدف منها تحقيق الريادة الإقليمية والمرجعية العلمية في مجالات التقييس وتقويم المطابقة والارتقاء بمواصفات وبجودة المنتجات والخدمات لتعزيز حماية المستهلك والتنافسية للاقتصاد الوطني السعودي. أنشئت الهيئة في عام 2018، مركز للرصد والإنذارعن المنتجات الاستهلاكية الغير آمنة، وذلك من خلال منصة إلكترونية متخصصة، تتيج للأجهزة الحكومية كافة تبادل البلاغات.

## الغايات الإستراتيجية
- سلامة المستهلك من خلال إعداد وتبني المواصفات القياسية المناسبة للسلع والخدمات.
- المساهمة في تنمية الاقتصاد الوطني من خلال تطبيق المواصفات القياسية السعودية المناسبة على السلع والمنتجات وتقديم الخدمات لتحسين القدرة التنافسية للمنتجات الوطنية.
- ضبط أدوات عمليات القياس والمعايرة في المملكة لتتزامن مع المقاييس المعايير العالمية.
- نشر ثقافة الجودة في جميع النشاطات الصناعية والخدمية العامة والخاصة، والتوعية بفوائد تبني معاييرها.[1]

## رؤية ورسالة الهيئة
الرؤية: جهة موثوقة عالمياً وممكّنة لجودة الحياة وتنافسية الاقتصاد الوطني.
الرسالة: التميّز في تطوير المواصفات والمطابقة وعلم القياس، وتعزيز سلامة المنتجات في المملكة.
القيم: (الحيادية - التكامل مع الشركاء - الإتقان - المهنية - الإبداع).

## مهام الهيئة
صدر قرار من مجلس الوزراء السعودي رقم (216) في 17/6/1431هـ بالموافقة على التنظيم الجديد للهيئة فقد تم تحديد مهام الهيئة وهي على النحو التالي:
- وضع واعتماد المواصفات القياسية السعودية للسلع والمنتجات والخدمات وأجهزة القياس والمعايرة وتحديد أساليب أخذ العينات وطرق الاختبار والتفتيش الفني وأنظمة الجودة وتحديد أسس وشروط التنفيذ الفنية والتصنيفات والرسومات الهندسية والمصطلحات والتعاريف والرموز وغير ذلك مما يصدر عن المجلس في مجال المواصفات والمقاييس والمعايرة والجودة، باستثناء المنتجات الغذائية والدوائية.
- نشر التوعية اللازمة للمواصفات القياسية بالطرق التي تراها، ولا تعتبر نافذة إلا بعد الإعلان عنها في الجريدة الرسمية.
- إصدار لوائح إجراءات تقويم المطابقة للسلع والمنتجات والخدمات طبقاً للمواصفات القياسية التي تعتمدها.
- إصدار وتطبيق لوائح إجراءات الترخيص لعلامة الجودة للمنتجات المحلية والمستوردة المطابقة للمواصفات القياسية السعودية ومنح حق استخدامها.[5]
- إصدار وتطبيق لوائح إجراءات منح شهادات تسجيل أنظمة الجودة وأنظمة البيئة والسلامة وغيرها من الأنظمة التي يعتمدها مجلس إدارة الهيئة.
- نشر التوعية اللازمة بالمواصفات القياسية والجودة وإجراءات تقويم المطابقة والقياس والمعايرة وإعداد وتطوير وتنفيذ البرامج التدريبية المتعلقة بأعمال ونشاطات الهيئة.
- تنسيق أعمال المواصفات القياسية والجودة وإجراءات تقويم المطابقة والقياس والمعايرة بالمملكة والاعتراف المتبادل مع الجهات المناظرة بالدول الأخرى.
- تطبيق النظام الوطني للقياس والمعايرة في المملكة .
- التأكد من تطبيق المواصفات القياسية السعودية الإلزامية (اللوائح الفنية) ولوائح إجراءات تقويم المطابقة التي تعتمدها بالتنسيق مع الأجهزة ذات العلاقة.
- منح شهادات المطابقة طبقاً للمواصفات القياسية المعتمدة بالنسبة للمنتجات المحلية والمعدة للتصدير والمنتجات المستوردة.
- القيام بجميع أعمال الاعتماد مثل اعتماد جهات التصديق والتفتيش والمعاينة والتدقيق الخاصة بأنظمة الجودة.
- إنشاء قاعدة معلومات في مجالات عمل الهيئة، وتبادل المعلومات مع الجهات المحلية والإقليمية والدولية.
- إجراء البحوث والدراسات، وتقديم الخدمات الاستشارية التي تتعلق بأعمالها ونشاطاتها، والتعاون مع الشركات والهيئات والجامعات ومراكز البحث العلمي وغيرها من الجهات التي تزاول أعمالاً مشابهة لأعمال الهيئة.
- مراجعة الأنظمة واللوائح الرقابية ذات العلاقة بمجالات عمل الهيئة، وتطويرها، واقتراح التعديلات اللازمة عليها، لتواكب متطلبات الجودة والسلامة، وإحالتها إلى الجهات المختصة، لدراستها وإصدارها وفقاً للطرق النظامية.
- القيام بأعمال جهة الإخطار ومركز الاستفسار لاتفاقية العوائق الفنية للتجارة الخاصة بمنظمة التجارة العالمية.
- الاشتراك في المنظمات الإقليمية والدولية المتعلقة بالمواصفات والمقاييس والمعايرة والجودة وتمثيل المملكة في هذه المنظمات.[6]

## نشاطات الهيئة
تقوم الهيئة بدور بارز على المستوى الإقليمي والعربي والدولي من تقديم العديد من الإسهامات والمشاركات في عضوية الهيئات والمنظمات ذات العلاقة بالتقييس والجودة وهي:
- النشاط الخليجي:

هيئة التقييس الخليجية GSO:
تشترك الهيئة في عضويتها، وتحضر اجتماعاتها، وتساهم الهيئة في إعداد مشاريع المواصفات الخليجية المسندة إليها ودراسة وإبداء الرأي حول المشاريع المناطة لدول المجلس الأخرى بالإضافة إلى صياغتها وترجمتها وذلك لمختلف القطاعات الصناعية، كذلك الرد على الاستفسارات الفنية التي ترد من دول المجلس.
- النشاط العربي:

المنظمة العربية للتنمية الصناعية والتعدين AIDMO:
تشارك الهيئة في عضوية المنظمة، وتشارك في لجانها الفنية المختلفة وعلى رأسها اللجنة الاستشارية العليا للتقييس، وتتولى الهيئة الأمانة الفنية (السكرتارية) لسبع لجان عربية هي:
1. منتجات الألمونيوم
2. المنتجات الغذائية
3. السلامة
4. الكيمياء
5. متطلبات السلامة الكهرو تقنية
6. السيارات والشاحنات وملحقاتها
7. دستور البناء

تشارك الهيئة عضواً عاملاً في (22) لجنة عربية، كما تشارك عضواً مراقباً في (4) لجان فنية.
- النشاط الدولي:

المنظمة الدولية للتقييس (ISO):
تم إنشائها عام 1946م ومقرها جنيف بسويسرا، وقد انتخبت الهيئة لـتكون عضوا في مجلـس المنظـمة الـدولية للتقييس لأربعة فترات: من (1979 ـ 1981م) ، ومن (1983 ـ 1985م)، ومن (2001 ـ2002م)، وآخرها (2012-2013م)، كما تشترك الهيئة في المنظمة الدولية للتقييس عضواً عاملاً في (22) لجنة فنية وفرعية، و(3) لجان فنية من لجان تطوير السياسات بالإضافة إلى 137 لجنة فنية كعضو مراقب.
المنظمة الدولية للمعايرات القانونية OIML:
تم إنشائها عام 1958م، ومقرها باريس بفرنسا، وهي منظمة دولية تعمل على توثيق وتقديم جميع ما يتعلق بالمترولوجيا القانونية، والهيئة عضو في هذه المنظمة منذ عام 1991م، وتتلقى إصداراتها ومراسلاتها، وتقوم بدراسة مشاريع التوصيات والتصويت عليها، كما تقوم الهيئة باستخدام هذه التوصيات كمرجع رئيس عند إعداد مشاريع المواصفات القياسية السعودية، وتشارك الهيئة بحضور اجتماعاتها.
اللجنة الدولية الكهرتقنية IEC:
تم إنشائها عام 1906م، ومقرها جنيف في سويسرا، وهي الهيئة التي تتولى إعداد وإصدار المواصفات القياسية في مجال الكهرباء والإلكترونيات والتقنيات المتعلقة بها، وقد انضمت الهيئة إلى عضويتها في عام 1998م، وتقوم الهيئة باستخدام المواصفات القياسية التي تصدرها هذه الهيئة كمرجع رئيس عند إعداد مشاريع المواصفات القياسية السعودية، وتشارك الهيئة في حضور اجتماعاتها.

## إدارة الهيئة
يرأس الهيئة السعودية للمواصفات والمقاييس والجودة حالياً الدكتور سعد بن عثمان القصبي بمسمى محافظ الهيئة السعودية للمواصفات والمقاييس والجودة.

## جائزة الملك عبد العزيز للجودة
صدرت الموافقة عام 1420هـ بإنشاء جائزة الملك عبد العزيز للجودة؛ بهدف الارتقاء بمستوى الجودة والكفاءة والإنتاجية وذلك في قطاعات مختلفة في المملكة، ويتم منحها للقطاعات التي تحقق أعلى معدلات الجودة. وتقوم لجنة يرأسها وزير التجارة والصناعة رئيس مجلس إدارة الهيئة السعودية للمواصفات والمقاييس والجودة وعضوية محافظ الهيئة نائباً وأميناً عاماً للجائزة وعدد من وكلاء الوزارات المعنية مثل التجارة والصناعة والتعليم، والصحة بالإضافة إلى أمين عام مجلس الغرف السعودية، ورئيس اللجنة الوطنية السعودية للجودة وممثلاً للقطاع الخاص في مجالي الخدمات والصناعة.

### أهداف الجائزة
- التوعية بالجودة وضرورة تطبيقها.
- أن تكون الجائزة محفزاً للقطاعات العامة والخاصة وتمكينهم من بناء مبادئ وأسس للجودة الشاملة وبالتالي تطبيقها على مستوى وطني.
- رفع مستوى القيادات الإدارية في المنشآت لتحقيق أهداف الجودة الشاملة.
- تفعيل دور أداء العمليات الإنتاجية والخدمية وتطويرها.
- تحفيز المنشآت على الالتزام بالمواصفات والمقاييس الوطنية والدولية.
- الإشادة بالمنشآت التي أدت بشكل متميز وحققت مستويات الجودة وتكريمهم.
- تمكين المنشآت من المساهمة في رفع كفاءة الخدمة المجتمعية.
- خلق علاقة ولاء دائمة مع العملاء والعاملين والموردين والمستثمرين من خلال تلبية احتياجاتهم ومتطلباتهم وتوقعاتهم.
- إنشاء قاعدة معلوماتية لجائزة الملك عبد العزيز للجودة.
- وضع خطط وأهداف واستراتيجيات الجودة وكيفية تحقيقها.
- تطوير الكوادر البشرية الوطنية وتهيئة ظروف عمل مناسبة لزيادة الكفاءة والقدرات الفنية والعملية في مجال الجودة.
- تحسين الأداء التشغيلي والاقتصادي على مستوى المنشآت من خلال الاستفادة من الموارد الوطنية
- التقييم الذاتي لقياس مستويات الأعمال ومقارنتها بأداء المنشآت المنافسة.
- نشر التجارب السعودية المتميزة في مجال الجودة.
- زيادة أعداد المتخصصين في هذا المجال.[8]

## الإنجاز العلمي
في عام 2021م حقّق المركز الوطني للقياس والمعايرة بالهيئة السعودية للمواصفات والمقاييس والجودة إنجازاً علمياً سعودياً هو الأول من نوعه على مستوى المملكة والدول الخليجية والعربية في مجال مترولوجيا الغاز، حيث تمكّن المركز من نشر بحثٍ علميٍ متخصصٍ في المجلة الدولية "Journal of Chemical Metrology" عن أول مادة مرجعية سعودية تحت عنوان "Preparation and certification of carbon monoxide gas reference material for the quality of CO emission measurements".
وأوضحت المواصفات السعودية بأن المركز الوطني للقياس والمعايرة ينفرد عربياً بامتلاك مختبر مترولوجيا الغاز، مؤكدة أن هذا الإنجاز يواكب توجهات المملكة في مجال دعم الأبحاث والإبتكار، ويعكس ما وصلت إليه مختبرات المركز الوطني للقياس والمعايرة من مستويات عالية في التجهيزات والكفاءة الفنية، وترجمة حقيقية لسعى الهيئة لتحقيق المرجعية والريادة على المستوى الوطني والإقليمي والدولي.

## روابط خارجية
- الهيئة السعودية للمواصفات والمقاييس والجودة (الموقع الرسمي)